# Asinus Buridani inter duo prata
Asinus Buridani inter duo prata (изговор: азинус буридани интер дуо прата) латинска је изрека. У дословном преводу, изрека гласи: „Буриданов магарац између две ливаде”.
Према схоластичком филозофу Буридану, примјер је немогућности слободне воље: гладан магарац између два потпуно једнака и на истој удаљености постављена пласта сијена, не може да се одлучи коме да приђе, па угине од глади. Изрека указује на човека који не може да се одлучи у избору између два циља. (Неодлучност је погубна.)